# Mortis causa
Mortis causa o causa mortis es una expresión latina que significa "por causa de muerte" o "a causa de la muerte". que se utiliza en Derecho para referirse a aquellos actos jurídicos que se producen o tienen efecto a partir del fallecimiento de una persona.
Se opone al acto jurídico inter vivos producto de la voluntad de dos o más personas vivas.
Actos negociales típicos con carácter mortis causa son los relativos a la sucesión, por ejemplo, el testamento, la declaración de herederos en caso de no existir testamento, la posterior aceptación de la herencia del causante y el reparto de la masa hereditaria o caudal relicto entre los herederos.
Las donaciones mortis causa, son comunes y aún vigentes en antiguas legislaciones, sin embargo, ya desde la antigua Roma se prefería tomarlas por legados por ser casi indistinguibles de ellas.